# Arenillas de Muñó
Arenillas de Muñó o Arenillas es una localidad situada en la provincia de Burgos, comunidad autónoma de Castilla y León (España), comarca de Alfoz de Burgos, partido judicial de Burgos, ayuntamiento de Estépar.

## Localidades limítrofes
Confina con las siguientes localidades:
- Al norte con Mazuelo de Muñó.
- Al este con Pedrosa de Muñó.
- Al sureste con Villafuertes.
- Al suroeste con Presencio.
- Al noroeste con Quintanilla-Somuñó.

## Demografía
Evolución de la población
| Gráfica de evolución demográfica de Arenillas de Muñó entre 2000 y 2017 |
|                                                                         |
| Población de derecho (2000-2017) según el padrón municipal del INE      |

## Historia
Antiguo municipio de Castilla la Vieja en el partido de Burgos código INE-095006 que en el censo de la matrícula catastral contaba con 11 hogares y 41 vecinos. Entre el censo de 1857 y el anterior, este municipio no aparece al integrarse en el municipio Mazuelo de Muñó.
Así se describe a Arenillas de Muñó en el tomo II del Diccionario geográfico-estadístico-histórico de España y sus posesiones de Ultramar, obra impulsada por Pascual Madoz a mediados del siglo XIX:

Lugar con ayuntamiento en la provincia, partido judicial, diócesis, audiencia territorial y capitanía general de Burgos (3 ½ leguas); Situado en terreno llano circundado de pequeñas cuestas, está combatido por todos los vientos, y goza de clima saludable, pues no se padecen por lo regular más enfermedades que las estacionales. Tiene 16 casas de ordinaria construcción y sin ninguna comodidad, entre las cuales se encuentra 1 palacio derruido perteneciente al duque de Abrantes; hay casa consistorial con cárcel, 1 pósito de escasa existencia, 1 escuela de educación primaria, 1 iglesia de poco mérito, servida por 1 cura párroco, y dedicada a San Esteban Proto-mártir, y 2 fuentes de buena aguas, especialmente la llamada de Valdearenas. Confina el término por N con el de Quintana la Seca, por E con el de Pedrosa, por S con los de Presencio y Basconcillos, y por O con el de Mazuelo; el que más de estos límites a la distancia de ½ legua. El terreno es de mediana calidad y de secano, produciendo lo necesario para el consumo de los habitantes y quedándoles aún algún sobrante. De las fanegas que cuenta de cabida, casi todas se cultivan, y del inculto aún pudieran labrarse 60, de las cuales 30 particularmente son muy a propósito para viñedo. Producciones: trigo, centeno, cebada, avena, legumbres y buenos pastos para el ganado. Población: 11 vecinos, 41 almas. Capital productivo: 421.910 reales; Imponible: 33.222. Contribución: 910 reales 20 maravedíes.
Diccionario geográfico-estadístico-histórico de España y sus posesiones de Ultramar

## Parroquia

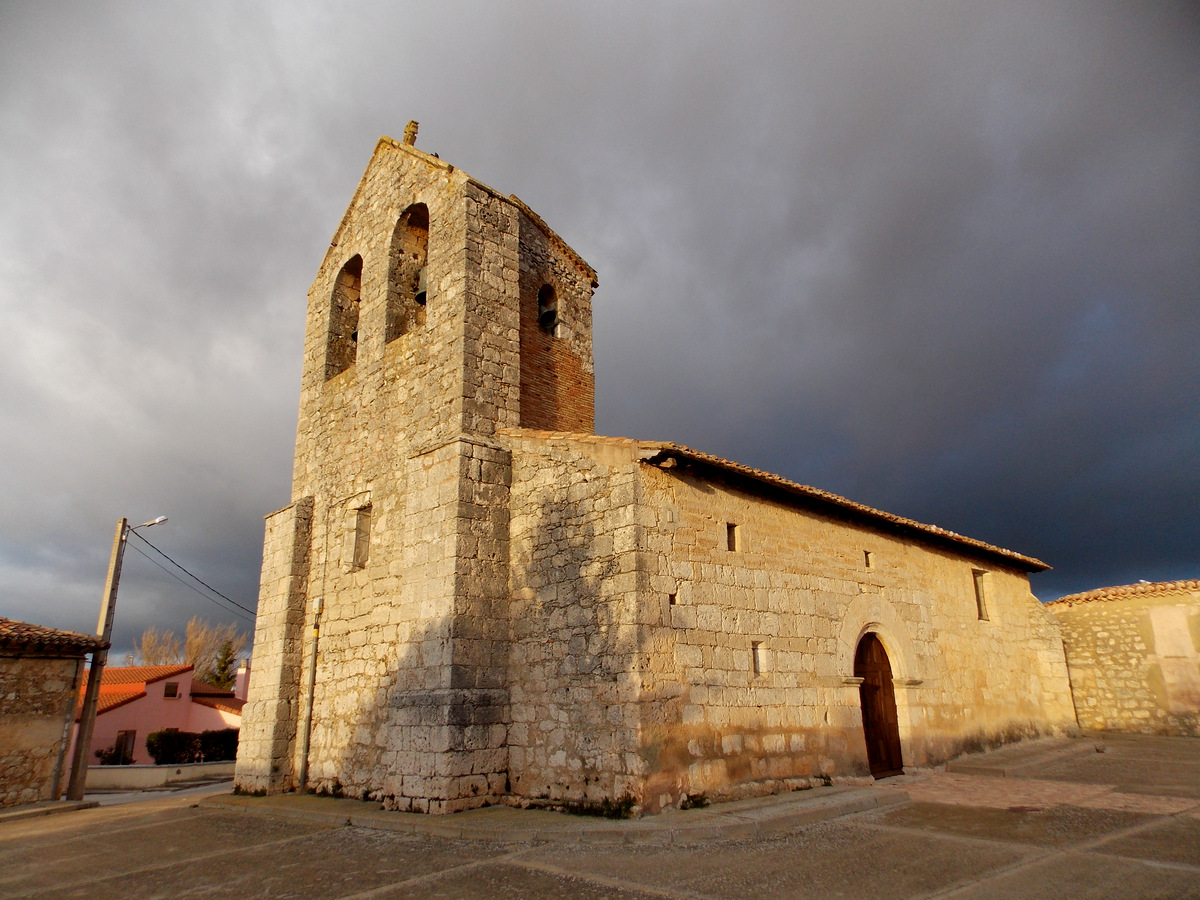
Iglesia de San Esteban Protomártir

Iglesia de San Esteban Protomártir, dependiente de la parroquia de Pedrosa de Muñó en el Arcipestrazgo de San Juan de Ortega , en la diócesis de Burgos

## Torre

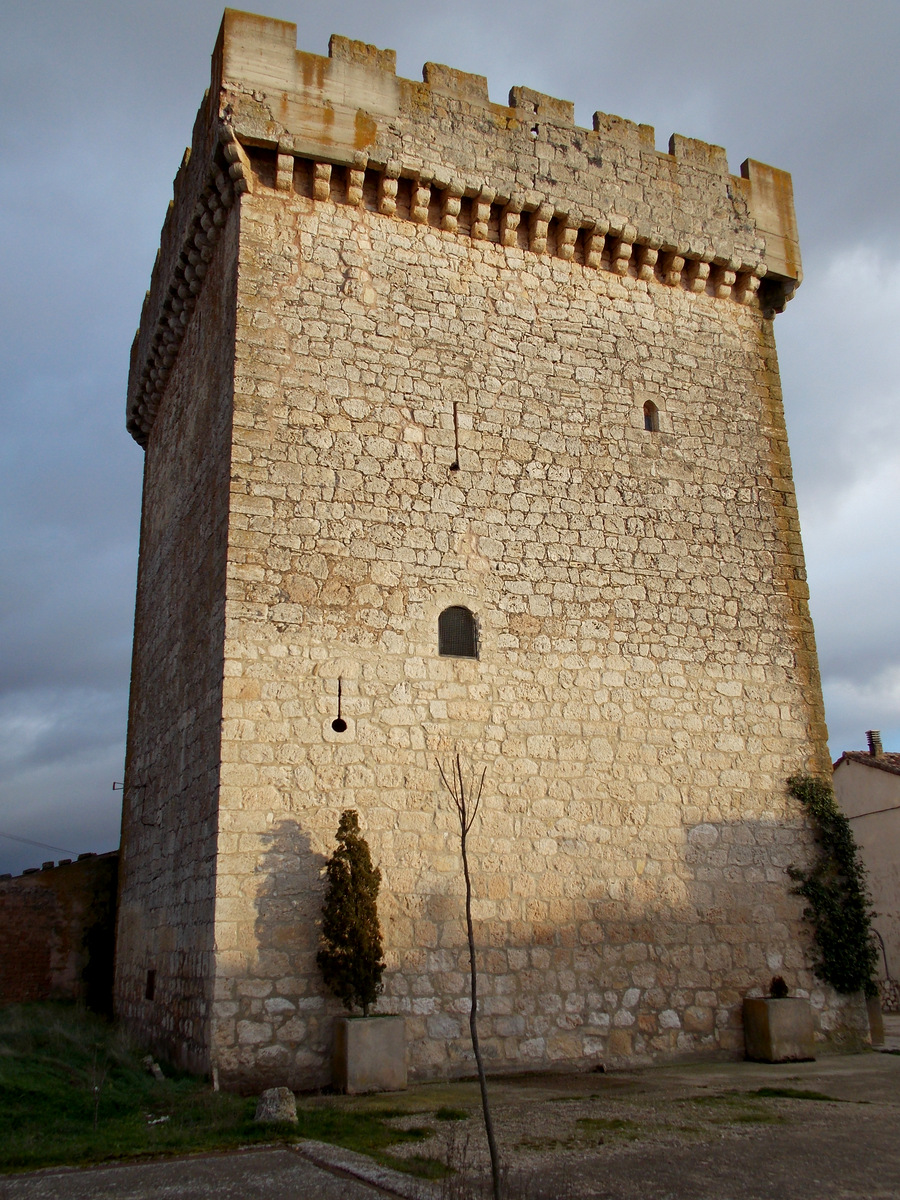
Torre defensiva de Arenillas de Muñó

Construida por los Padilla en el siglo XV. Tiene unos 18 metros de altura. Fue propiedad de don Gutierre López de Padilla y, már tarde, de los duques de Abrantes.